# Lipovo polje (Lika)
Lipovo polje, polje u kršu Like; 16,6 km². Leži na visini od 485 m do 500 m, južno od Otočca (13 km), jugozapadno od Gackog i sjeverozapadno od Ličkoga polja. Pruža se u smjeru sjeverozapad–jugoistok; dugo je 9,5 km, široko do 1,7 km. Nagnuto je prema sjeverozapadu. Poljem teče rijeka ponornica Lika i njezin pritok Jaruga. Naselja su uz rub polja: Donji Kosinj (498 st., 2011), Lipovo Polje (121 st.), Krš (31 st.).